# 수사반장 1958
《수사반장 1958》은 2024년 4월 19일부터 2024년 5월 18일까지 방송된 MBC 금토 드라마로 1958년부터 1962년, 2023년부터 2024년을 시대적 배경으로 설정하였다.

## 프로그램 소개
야만의 시대, 소도둑 검거 전문가 박영한 형사와 동료 세 명이 팀을 이루어서, 부패 권력의 비상식을 상식으로 깨부수면서 민중을 위한 형사로 거듭나는 이야기의 레트로 범죄 수사 드라마

## 제작진

### 제작사
- 바른손 스튜디오

### 기획
- 장재훈
- 홍석우

### 제작
- 안은미

### 극본
- 김영신

### 연출
- 김성훈 : 영화 《마이 리틀 히어로》(감독), 영화 《공조》(감독), 영화 《창궐》(감독), 영화 《킬링 로맨스》(기획, 제작) 연출
- 오다영 (9 ~ 10회) : MBC 수목 드라마 《오! 주인님》(연출) 연출

## 등장 인물
- (†) 표시는 드라마 상에서 최종적으로 사망한 인물이다.

### 주요 인물
- 이제훈: 박영한 역 - 종남경찰서 수사 1반 형사

경기도 전지역 소도둑 검거 1위의 명형사.
- 이동휘: 김상순 역 - 종남경찰서 수사 2반 → 종남경찰서 수사 1반 형사

형과 함께 냉면집에서 일했는데 형이 냉면 배달을 갔다가 불량배에게 구타를 당해 사망했다.
- 최우성: 조경환 역 - 종남시장 쌀집 일꾼 → 수사 1반 형사

덩치가 매우 크고 힘이 장사에 싸움실력이 매우 좋은 쌀집 청년. 쌀가마를 솜이불 다루듯 해서 사람들을 놀라게 한다.
- 윤현수: 서호정 역 - 유학 준비 중인 한주대 대학생 → 수사 1반 형사

명문대 출신 천재로 판사가 되라는 집안의 권유를 거절하고 집을 뛰쳐나와 형사가 되었다.
- 김도우[2]: 남성훈 역 - 수사 1반 기마 순경
- 서은수: 이혜주 역 - 서점 주인이자 박영한 아내

### 수뇌부
- 오용: 최달식 역 - 종남경찰서 서장 → 치안국 부국장
- 김민재: 백도석 역 - 육군 중령 → 종남경찰서 서장
- 최덕문: 유대천 역 - 종남경찰서 수사 1반 반장
- 송욱경: 변대식 역 - 종남경찰서 수사 2반 반장

### 수사 1반
- 문진승 : 강 실장 역
- 정수빈: 봉난실 역 - 종남여고 재학생 → 종남경찰서 수사1반 순경

### 수사 2반
- 조한준: 황수만 역 - 종남경찰서 수사 2반 형사
- 남현우: 오지섭 역 - 종남경찰서 수사 2반 막내 형사

### 수사 3반
- 류연석: 송재덕 역 - 종남경찰서 수사 2반 형사 → 종남경찰서 수사3반장

### 국과수
- 고상호: 문국철 역 - 사명감과 학구열로 똘똘 뭉친 실력파 부검의

### 종남시장
- 엄준기: 김성칠 역 - 떡집 호 할매의 양손자(†)
- 차미경: 호 할매 역 - 종남시장 떡집 주인
- 김서안: 금옥 역
- 미상 : 국수집 아줌마 역

### 동대문 파
- 김영성: 이정재 역
- 강인권: 살모사[3](본명: 어삼룡) 역
- 박정혁: 방울뱀 역
- 미상 : 백사 역

### 하숙집
- 주인영: 파주댁 역
- 신민재: 금은동 역
- 이석형: 정국진 역

### 테니스보이즈클럽 (종남 4공자)
- 김태정: 권형근 역 - 공장 사장
- 조민규: 노윤학 역
- 이봉준: 정희성 역
- 김민: 남정길 역

### 국가재건최고회의
- 미상: 박정희[4] 역
- 미상: 정병필 역

### 그 외 인물
- 이제훈: 박준서 역 - 박영한의 손자
- 김경민: 소 도둑 역
- 유경훈: 이정범 역
- 미상: 김 순경 역
- 미상: 지점장 역
- 미상: 종우 역
- 미상: 담당 형사 역
- 미상: 군의관 역
- 미상: 기자 역
- 미상: 검사장 역
- 권재환:
- 미상: 만수의 어머니 역
- 미상: 만수의 아버지 역
- 미상: 식당 지배인 역 - 만수의 어머니의 애인
- 미상: 지배인의 옆방에 살던 이웃 역
- 미상: 날치기 피해자 역
- 미상: 고산개척단 단장 역
- 미상: 교사 역
- 미상: 공장장 역
- 미상: 여공 역
- 미상: 김순정 역
- 미상: 목련각 어린 기생 역
- 미상: 김순정의 어머니 역
- 미상: 국가대표 선수 역
- 미상: 경호원 역
- 미상: 강 형사 역

### 특별 출연
- 최불암 : 노년 박영한 역 (1회, 6회, 10회)
- 이우주: 스티브 잭슨[5] 역 (2회, 5회)
- 홍인: 은행강도 역 (3회)
- 이현서: 종우 엄마 역 (4회)
- 김수진: 오드리(고금자)[6] 역 (†) (4회)
- 고서희: 정말순 역 (4회)
- 오수혜: 윤 선생 역 (4회)
- 차예준: 김 비서 역 (4회)
- 최고: 김영남 역 (4회)
- 정영기 : 흑백교 교주 역 (5회)
- 김정화 : 목련각 사장 역 (6회, 9회)
- 우현: 이도학[7] 역 (7회)
- 이호철[8]: 고두팔 역 (7회)
- 최광제[9]: 장거치 역 (7회)
- 김형묵[10]: 나건수 역 (7회)
- 최현진: 김만수[11] 역 (8회)
- 송경철 : 회개한 잠범 역 (10회)
- 이계인 : 회개한 잡범 역 (10회)

## 참고 사항
- 본 드라마는 지상파 방송사 중 시즌제를 먼저 도입했던 KBS의 《학교 시리즈》를 비롯한, 이전 시즌을 시청했던 수 많은 시청자들의 요청에 따라 SBS에서 속편으로 방송된 《모범택시》, 《낭만닥터 김사부》와는 다르게 국내 제작 드라마 중 한국형 수사물의 시발점이었던 《수사반장》의 프리퀄[12] 드라마로 가닥을 잡으면서, 박영한 형사가 서울에 부임한 1958년을 시대적 배경으로 설정하였다.[13][14][15]
- 디즈니 플러스와 독점 계약으로 북미와 유럽, 일본 등 동아시아 국가를 비롯한 전 세계 50여개 국에서 동시 공개한 바 있다.
- 이제훈, 이동휘는 컴퍼니온에 소속되어 있다.
- 교육부가 추진하고 있는 정부 차원의 학교폭력 예방 사업 프로젝트의 일환으로 시즌제를 먼저 도입한 KBS 2TV 월화 드라마 《학교 2013》의 대표적 선례처럼 《꼰대인턴》, 《검은 태양》을 기획한 MBC 드라마 IP(지적 재산권) 개발팀이 발굴한 신예 김영신 작가가 집필을 맡으면서, 지상파 3사 중에 뒤늦게 시즌제를 도입한 프리퀄 드라마로 기획하였다.

## 여담
- 수사반장 1958에 나오는 배우들 중에서 몇몇은 수사반장이 종영된 이후에 태어났다. 1970년 최덕문, 1984년 이제훈, 1985년 이동휘, 1994년 서은수, 1997년 최우성, 1998년 정수빈, 1999년 윤현수이다.
- 이혜주 극 중 이름은 실제 서은수의 본명 李를 따온것으로 추정된다.
- 원작 수사반장은 1984년 10월 18일까지 방영했다. 이제훈은 1984년 7월 14일생으로 수사반장을 못 봤다고 한다.
- 최불암은 1회에 짧게 등장했다. 브금 때문에 그런지 몰라도 눈물 난다는 평이 있다.
- 액자 속 년도는 1962년도이다. 형사들이 5명이다. 리더 박영한, 김상순, 조경환, 서호정, 남성훈이다.
- 1958년 배경인지라 오늘 푸로라고 적혀 있고 영화 제목은 돌아오지 않는 男子와 어머니의 길이라고 되어있다. 어머니의 길은 1958년 7월 19일에 개봉했다. 다만 돌아오지 않는 男子는 실제로 개봉했던 영화가 아니다.
- 1958년 배경은 CG와 세트장이다. 실제로 1958년을 갈수 없다.
- 2024년 4월 10일 감독님 인스타그램에 수사반장 1958 크랭크업 사진을 공개했다.
- 《다큐플렉스》에서 돌아온 수사반장이 1부 2부로 나눠서 방영이 되었다.
- MBC의 두 번째 수사반장 시리즈이다.
- 방영 전부터 《수사반장 1958》을 MBC에서 홍보를 했다.
- 김민재는 극중 구담 경찰서 배경인 구담구를 언급하였다. 열혈사제의 오마주다.
- 이제훈은 박해영(시그널) 캐릭터를 연기했다. 신기하게도 캐릭터 이름 ㅎ,ㅇ이 서로 바뀌었다.
- 최불암도 시그널 (드라마) 을 봤다고 한다.
- 최불암은 1회 와 6회에 등장을 했다.손자 박준서가 항상 할아버지에게 백년 화편 떡을 선물로 주는 장면이 나온다.
- 드라마 1회~5회에는 코믹하게 갔다가, 6회~8회 후반 들어서는 어두운 수사물로 진행된다.
- 수사반장 1958 브금이 루팡3세 브금과 비슷하다.
- 수사반장은 원작 까지 하면 시즌2다.
- 요즘 드라마와 다르게 나레이션이 나온다. 나레이션이 야인시대 같다는 의견도 있고, 검정고무신 만화 같다는 소리도 있다. 자료 화면은 KTV 국민방송
- 수사반장 1958 시즌제가 제작확정이 되었다.
- 원조 수사반장 배우 송경철, 이계인이 9회 10회 스폐셜 선공개 티저에 나왔다.

원조 배우들을 그리워 하는 장면이다.
- 수사반장 1958은 결방이 없었던 드라마다.
- 박해영이 무전기로 박영한에게 시그널을 보낸다. 그리고 모범택시 기사인 김도기가 1958년에 와서 택시 기사를 그만 두고, 형사가 되었다는 소문이 있다. 하지만 택시 기사는 계속 한다고 말한다.
- 이제훈이 출연한 영화 탐정 홍길동 내용이랑 비슷한 스토리를 가지고 있다. 거기서는 탐정이고, 수사반장 1958에서는 형사이다.
- 최불암, 3명의 배우들이 함께 했다면 단체 사진과 대본리딩 등 같이 찍었을텐데. 아쉬움을 남기고 있다.
- 최불암은 MBC의 아버지다. MBC 작품만 출연 했다.
- 최불암의 본명이 최영한으로 드라마 캐릭터 이름이 박영한이다. 최불암은 예명이다.
- 최덕문은 영화 노량: 죽음의 바다에 출연한 적이 있고, 이제훈 또한 노량: 죽음의 바다 쿠키영상에 출연한 적이 있다. 이제훈은 광해군 역할로 나왔고, 최덕문은 송희립역으로 출연했었다.
- 이동휘 (배우)와 이제훈은 컴퍼니온 소속사 직원이며, 이제훈이 소속사 대표이며. 카지노 드라마에 출연 한 적도 있다. 이제훈은 범죄도시4 시사회에 참석 한 적도 있다.
- 《범죄도시4》에 출연 한 배우도 있다. 김민재, 이동휘 (배우)가 있다.
- 최불암은 1회 6회 10회 총 3번을 출연 한다. 송경철, 이계인은 10회만 출연한다.
- 수사반장 1958이 9시 40분에 방송 된적이 있었다. 그것도 딱 한번이다. 본 방송 시간은 50분이다.
- MBC 최초 자막을 도입했다. OTT 영향도 있고, 대사가 안들리는 시청자들을 위해서, 자막을 넣었을수도 있다. 진짜 이유는 청각 장애인들을 위해 넣었다고 한다. 방송을 보면 항상 나온다. 시청자들은 자막이 편리하다도 있고 몰입에 방해가 된다고 하는 시청자들도 있다. 다만 ENA에도 자막 도입이 되었다. 보통 재방송에 자막이 도입이 되지만, 본방송에 도입이 된건 처음이다.
- ENA에서는 수사반장 1958이 밤 12시에 방송이 된다.
- 재방송을 유독 많이 하는 드라마가 수사반장 1958이다.
- 수사반장과 수사반장 1958은 완전 똑같지않다. 다른점이 많다. 880회를 10부작으로 줄이며, 리메이크가 아닌 프리퀄이라는 점도 있고, 한국 최초 MBC 수사물 시리즈 라는 것도 원작과는 다르다. 등장인물은 실제 배우 이름을 썼다. 박영한, 김상순, 서호정, 남성훈이다.
- 서호정이 사오정이랑 발음이 비슷해서 그런지 사오정 드립이 나오고 있다.
- 제목 드립으로는 응답하라 1958이 나오고 있다. 이동휘 (배우)가 나와서 그렇다.
- 시즌2는 70년대 에서 90년대 배경으로 한다고 한다.
- 이계인이 말하기로는 종남 사거리 깡패였다고 한다. 그런데 최불암이 이계인을 사람을 만들어줬다며 고마워 하는 장면이 나온다. 5.16때 쌀 도둑놈이 돈을 벌었다고 한다. 그 사람이 송경철이며, 종남 사거리 깡패가 이계인이다.
- 10회 끝 날때 쯤 추모 하는 장면이 나온다.원작 배우 추모다.
- 준서는 극중 최불암의 손자다. 준서도 결국 경찰이 되었다.
- 이제훈 (박영한)도 원작 최불암의 코트를 입었다. 마지막회 쯤 수사 1반 정식 반장이 되었다.

코트 선물은 박영한 아내 인 이혜주(서은수)가 해줬다.
- 수사반장 1958에서 종남 성당과 종남서 미카엘이 나온다. 이것은 드라마 <열혈사제>의 김남길의 세레명,미카엘이며, <열혈사제>의 오마주다.
- 최불암은 이제훈이 새로운 역사를 써야지 라며 말한다. 그러므로 시즌제는 확정이다.
- 극중 종남 백화점도 나온다.
- 1961년 서울에는 시장이 모두 44개였고, 1969년 본격적인 직영 백화점을 출범 했다.
- 종남서도 쌍문동도 모두 서울이다.
- 전원일기처럼 채널에서 계속 방영하는 상황이 아니어서 전 시리즈를, 훑어볼 수 있는 매체를 찾기가 어려웠다고 한다.
- 이제훈도 16부작 이었으면 수사반장 1958을 더 풍성하게 만들었을거라며, 아쉬움을 표현했다.
- 장동철도 극중 귀를 물어 뜯는 캐릭터 라고 한다. 그래서, 다르게 표현하면 어떨까?라고했는데. 조율이 안됐다고 말한다.
- 이동휘는 영상 자료에 남아있던 팔짱을 끼고 심드렁한 느낌으로 심문, 탐문, 추리를 하면서 사건을 해결하려는 몸동작이나 시민, 범죄자들을 대할 때의 모습도 참고를 했다고 한다.
- 원래 편성이 3월인데, 이제훈이 촬영 도중에 허혈성 대장염으로 응급 수술로 한달 쉬어서, 편성이 계속 밀리고 4월 편성이 확정 된것이라고 한다. 원래는 밤에 피는 꽃 후속작으로 방영 예정이었다.
- 이제훈은 한국인의 밥상을 챙겨본다고 한다. 이제훈도 한국인의 밥상에 출연을 하고 싶다고 KBS에 먼저 요청을 보냈다고 한다. 결국 나중에라도 꼭 나가겠다고 하고 KBS의 연락을 기다린다고 했다.
- 이제훈은 최불암의 드라마와 예능과 광고를 다 챙겨 봤다고 한다.
- 원작보다는 짧다는 의견도 있다. 12부작도 16부작도 20부작도 아닌 10부작이다.
- 눈물의 여왕 영향으로 20%를 못넘겼다. 만약 편성이 겹치지 않았더라면 24%는 가뿐히 넘겼다. 하지만 10%라는 최고 시청률을 1회와 10회에 기록 했다.
- 이제훈은 출연하는 작품마다 최고 시청률을 찍는다.
- 최불암을 보면 할아버지가 생각 난다고 한다. 실제 이제훈이 그렇게 말했다.
- 이제훈과 최불암은 씨네21에서 투샷 화보를 찍었다.
- 전원일기도 수사반장도 모두 최불암이 출연 했던 작품이다. 전원일기는 재방송을 자주한다. 반면 원작 수사반장은 재방송을 적게 한다. 그래서 이동휘 (배우)도 전원일기 언급을 2번 이나 했다. 전원일기도 MBC 드라마다.
- 최우성은 이 드라마에 조경환 역을 담당하기 위해서 체중을 25kg나 찌워서 키 186cm, 몸무게 100kg가 넘는 거한이 되었다.
- 시즌2는 2025년 상반기에 방영 예정이다.
- 전작 원더풀 월드 드라마와 다르게 18부작이 아닌 10부작이다.
- 수사반장 시즌2는 수사반장 1970이다.
- 원작 수사반장은 유실된 자료가 많다고 한다.
- 원작 수사반장은 해외로 리메이크 된 적이 없다. 다만 비슷한 드라마는 있다. 형사 콜롬보다.
- 원작 수사반장 1회를 보고싶어하는 사람도 있다. 하지만 아쉽게도 1회를 못본다고 한다. 그 당시 수사반장을 본 사람만 안다고 한다.
- 이제훈은 마지막회에 정식 수사1반 반장이 되었다.
- 시즌2도 제작 될 예정이라고 한다. 수사반장 1958이 종영한 후에도 배우들의 인터뷰가 많이 올라온다. 시즌2는 10부작이 아닌 18부작 이나 30부작으로 해달라는 요구사항도 있다.
- 수사반장이라는 드라마는 한국의 형사 콜롬보라고 불릴 정도로 인기가 어마어마 했다.
- 수사반장 광고에서 최불암과 박은빈이 출연한다.
- 드라마는 속 1958년과 실제 1958년은 엄청 많이 다르다.
- 1958년은 개띠의 해이며, 수사반장은 66년 전 이야기를 다룬다.
- ENA 스토리에서 수사반장 1958, 7회 ~ 8회를 연속 방송을 해준다. 1회 ~ 6회 연속 방송도 했었다.
- 다시 보기는 디즈니 플러스에서 볼 수 있다.

## 수상 목록
- 2024년 MBC 연기대상 미니시리즈 부문 남자 우수연기상 (이동휘)
- 2024년 MBC 연기대상 올해의 드라마상 (수사반장 1958)

## 시청률
최저 시청률과 최고 시청률은 시청률 조사회사와 지역별로 시청률에 차이가 있을 수 있습니다.
| 2024년 | 2024년   | 2024년         | 2024년       |
| 회차   | 방송일   | AGB 시청률     | AGB 시청률   |
| 회차   | 방송일   | 대한민국(전국) | 서울(수도권) |
| ------ | -------- | -------------- | ------------ |
| 제1회  | 4월 19일 | 10.1%          | 10.3%        |
| 제2회  | 4월 20일 | 7.8%           | 8.1%         |
| 제3회  | 4월 26일 | 10.8%          | 10.6%        |
| 제4회  | 4월 27일 | 7.1%           | 7.0%         |
| 제5회  | 5월 3일  | 9.5%           | 9.1%         |
| 제6회  | 5월 4일  | 9.0%           | 9.2%         |
| 제7회  | 5월 10일 | 9.9%           | 9.8%         |
| 제8회  | 5월 11일 | 9.7%           | 10.1%        |
| 제9회  | 5월 17일 | 10.0%          | 9.3%         |
| 제10회 | 5월 18일 | 10.6%          | 10.6%        |